# Terremoto de Yushu de 2010
El Terremoto de Yushu de 2010 fue un terremoto de 6.9 (USGS) o 7.0 (Xinhua) grados de magnitud que se suscitó en la ciudad de Yushu Tibetana, provincia de Qinghai el 14 de abril de 2010. En el terremoto 2.968 personas fallecieron y 12.000 resultaron lesionadas. El epicentro tuvo lugar en el pueblo de Gyêgu en tierras escapardas y remotas cercanas a la comunidad del Tíbet. 
El condado se encuentra a unas 150 millas (240 kilómetros) al noroeste de la ciudad tibetana Chamdo. Es una zona poco poblada en la meseta tibetana, que es regularmente afectada por los terremotos.
Debido a lo accidentado del terreno y al hecho de que los deslizamientos de tierra habían destruido la infraestructura, las operaciones iniciales de rescate se llevaron a cabo por la policía militar y los soldados del Ejército Popular de Liberación que estaban en la región tibetana. El gobierno de Qinghai dijo en un comunicado, que cinco mil tiendas de campaña y 100.000 abrigos gruesos, de algodón y mantas pesadas serían enviadas para ayudar a los sobrevivientes a fin de hacer frente a los fuertes vientos y temperaturas cercanas a la congelación de unos 43 grados Fahrenheit (6 °C).

## Galería de imágenes

Localización de China.
Mapa de China con la provincia de Qinghai en color destacado.
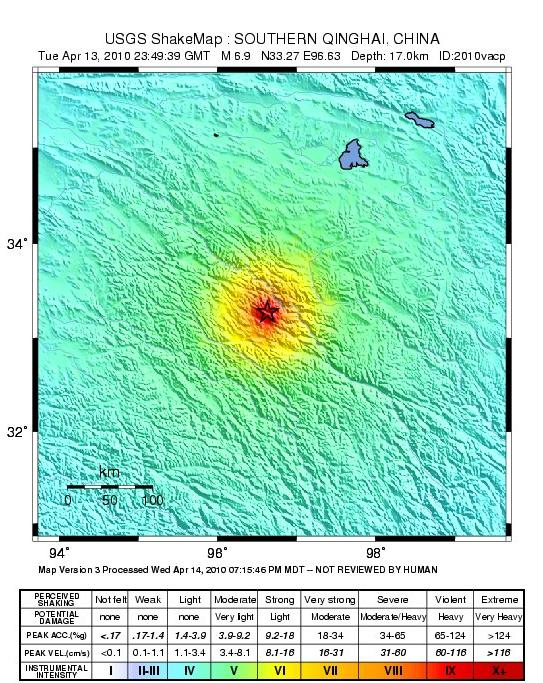
Mapa de Intensidad, GobiernoUSA.gov.